# The Works (Queen-album)
A The Works a brit Queen rockegyüttes tizenegyedik stúdióalbuma. 1984. február 27-én jelent meg, a producerei az együttes tagjai és Reinhold Mack voltak. Az együttest kiábrándította az 1982-es Hot Space albumuk sikertelensége, ezért úgy döntöttek, hogy az azon hallható funk és diszkó kísérletezést elhagyva egy kemény, klasszikus rock albumot készítenek. Az album egy részét Los Angelesben, a másikat Münchenben vették fel, mert akkoriban az adóterhek miatt kevesebbet dolgoztak Angliában. A közös munka még a szokásosnál is nehezebben ment, eleve feszültek voltak a teljesítménykényszer miatt, és rengeteget veszekedtek a dalszerzésen, valamint a hangzáson.
A dalaik hangszerelése leegyszerűsödött, még slágeresebb lett, és egyre többet támaszkodtak a modern szintetizátorok képességére, első alkalommal pedig külsős zenészt is alkalmaztak, Fred Mandel zongoristát. Ezzel párhuzamosan a dalszövegeik jelentősen komolyra sikeredtek: nem egy dal emberi és társadalmi problémákat boncolgat, mint a hidegháború, az öngyilkosság, vagy a harmadik világbeli éhezés.
Négy sikeres kislemez jelent meg róla: az együttes utolsó nemzetközi slágere, a „Radio Ga Ga”, a botrányos videóklipjéről elhíresült „I Want to Break Free”, az „It’s a Hard Life”, és a „Hammer to Fall”. Mindegyik bekerült a Top 20-ba Angliában. A lemezt vegyesen fogadták a kritikusok, de a legtöbben üdvözölték a dalok komoly mondanivalóját, és a visszatérést a klasszikus rockhoz. Ennek ellenére Amerikában nem lett sikeresebb, mint a Hot Space, ezért az 1984-es, és az azt követő koncertturnék során ott már nem léptek fel. Az együttest annyira elkeserítette a kudarc, hogy a feloszlásukat fontolgatták.

## Háttér
Az 1982-es Hot Space albumuk – bár jó kritikák fogadták – kereskedelmileg kudarcnak minősült, Angliában is rosszabbul teljesített, mint az azt megelőző albumaik, Amerikában pedig egyenesen bukásnak számított, csak a 23. helyet érte el az albumlistán. Az együttes rajongóit váratlanul érte az album új stílusa, a funk és diszkó előtérbe kerülése a klasszikus rock helyett, és sokan elfordultak tőlük.
Részben a sikertelenség miatt, részben azért, mert már több mint tíz éve folyamatosan együtt voltak, 1983 elején úgy döntöttek, hogy rövid szünetet tartanak a közös munkában. Ez idő alatt mindenki a saját dolgaival foglalkozott, rengeteg szabadidőt kaptak, egyes tagok pedig a szólóterveiken dolgozhattak. Mercury Giorgio Moroder producerrel a Metropolis című német filmklasszikus újrafeldolgozásához készített két betétdalt. May jó ismerőseivel, Eddie Van Halen gitárossal, Phil Chen basszusgitárossal, Fred Mandel billentyűssel és Alan Gratzer dobossal egy blues-rock EP-t adtak ki közösen, ez volt a minimális figyelmet keltő Star Fleet Project.
1982 végére lejártak az együttes lemezszerződései. Megújították a szerződésüket az EMI-vel, de mert nem voltak elégedettek a Hot Space amerikai kiadásának kezelésével, elhagyták az Elektra kiadót (1 millió dollár vigaszdíjat fizettek), és a Capitolhoz szerződtek. Még 1983-ban Mercury több látogatást tett Michael Jacksonnál, és jó barátság alakult ki közöttük. Három közös dalt kezdtek el írni együtt, de a különböző időbeosztásaik miatt ezeket nem tudták befejezni. A „There Must Be More to Life Than This” végül Mercury 1985-ös szólóalbumára került, a „State of Shock” pedig a Jackson 5 1984-es visszatérő albumára, a Victory-ra. Utóbbi dalhoz Jackson új duett partnert talált, Mick Jaggert.

## Felvételek
Deacon és Mercury 1983 júliusának közepén találkozott Tony Richardson rendezővel Montrealban, és megegyeztek, hogy az együttes megírja a zenéjét a rendező készülő The Hotel New Hampshire című filmjéhez. Így 1983 augusztusában az együttes és Reinhold Mack producer a Los Angeles-i Record Plant Studiosba vonultak, és a stúdióba vittek egy-egy példányt a film alapjául szolgáló könyvből, abból próbálva ihletet meríteni. Ez volt az első alkalom, hogy egy amerikai stúdióban dolgoztak. Azt remélték, hogy Los Angeles atmoszférája frissítő erővel hat rájuk, amelynek segítségével talán újra visszaszerezhetik az Amerikában addigra jócskán megkopott népszerűségüket. Nyolc hétig dolgoztak ott, és ahogy készült az anyag, egyre úgy tűnt, nem sikerül olyan zenét írniuk, ami szerintük illene a filmhez, ezért komolyan fontolgatták, hogy két külön lemezt csinálnak: egy filmzeneit, és egy hagyományosat. Amikor Richardson meghallgatta az elkészült terveket, bár tetszett neki, mégis inkább úgy döntött, hogy olcsóbb megoldásként klasszikus zenét használ a filmhez. Az eset arra mégis jó volt, hogy az egymástól eltávolodott tagokat újra egy stúdióba hozza össze, ahol eldöntötték, hogy elkezdenek dolgozni egy új albumon. Mercury nem hagyta kárba veszni a „Keep Passing the Open Windows”-t, és félretette az albumhoz. Az együttes tagjai hosszú időre berendezkedtek Los Angeles-ben, házat vettek, ahol könnyebben találkozhattak a szeretteikkel. Ezek után kézenfekvő volt, hogy ugyanott, a Record Plantben vegyék fel a következő albumukat.
Mercuryt kivéve a tagok családostul éltek Los Angelesben, így valamelyest visszafogottabb életet éltek, és 1983 szeptemberében a Mercury harminchetedik születésnapját ünneplő parti is szerényebb volt. Mercury aktív éjszakai életet élt Los Angelesben is, gyakran látogatta a melegbárokat, és ez gyakran befolyásolta az üléseket. Nyolc hét után áttelepültek a müncheni Musicland Studiosba. Bár az egymástól távol töltött tizennyolc hónap sokat segített, amikor újra együtt voltak a stúdióban, a feszültség ismét óriásira nőtt. A stúdiómunka azelőtt is mindig rengeteg konfliktussal járt, sokat vitatkoztak a dalok minőségén, a szerzőségen és a zenei megoldásokon, az 1980-as The Game albumtól kezdve azonban még tovább nőtt a feszültség. „A Jazz, a The Game és a The Works felvételei során utáltuk egymást” – mondta May. „Néhány alkalommal elhagytam az együttest – tudod, csak egy napra. Elmegyek, és nem jövök vissza! – kiáltottam. Mindannyian így éreztünk.” Egy alkalommal például, amikor az együttes bement a stúdióba, Deacon basszusgitárján egy cetlit találtak, amelyre ez volt írva: „elmentem Balira”. Taylor így emlékezett vissza később: „Azokban a müncheni napokban minden a vodka ködébe veszett... Teljesen összezavarodtak az ember érzései; és próbáltam a stúdión kívüli életemet rendbe tenni." Mack általában jól kezelte a konfliktushelyzeteket, de később viccesen meg is jegyezte: „Volt egy sztriptízbár a stúdió utcájában. John Deaconnal gyakran mentünk oda, ha egy kis békére és csendre vágytunk.” Peter Hince, az együttes roadja szerint a legtöbbször Mercury vette a kezébe a vezetést, rákényszerítve az akaratát a többiekre.
A „Radio Ga Ga” és „Machnies” dalokat Taylor szintetizátoros kísérletezése ihlette, és később úgy nyilatkozott, hogy ezek a dalok úgy készültek, hogy pár napra bezárkózott egy szintetizátorral egy szobába. A „Radio Ga Ga” eredetileg „Radio Ca Ca” címen futott, és Taylor eredeti demója nagyon különbözött a végső változattól. Amikor elment síszabadságra, megengedte Mercurynak, hogy a saját belátása szerint fejlessze a dalt. Mivel a „ca ca” kifejezés több nyelven ürüléket jelent, vagy arra asszociál (így magyarul is), attól féltek, hogy a rádióadók esetleg nem fogják játszani emiatt, ezért megváltoztatták a címét. Mercury így nyilatkozott később Taylor alkotói folyamatáról: „minden alkalommal, amikor a Queen kijön egy albummal, felveszünk egy tucatnyi dalt, és azok közül kiválasztjuk a legjobbakat. Ha én írok öt dalt, azok közül mind jobb, mint Roger egy dala. Akkor azt mondjuk, hogy nem kell az az egy dala. Roger megír három vagy négy dalt, és amennyire én meg tudom ítélni, egyik sem elég jó.” Ezek után Mercury biztatta, és segítette Taylort, hogy egy igazán nagy slágert írjon, ez lett a „Radio Ga Ga”.
Bár azelőtt sosem alkalmaztak külsős zenészt a felvételeken, ezúttal a Hot Space turné során megismert kanadai Fred Mandel zongorázott a dalok többségében. Deacon a maga szerezte „I Want to Break Free”-be hagyományos gitárszóló helyett szintetizátorszólót akart, ami kisebb nézeteltérést okozott az együttesen belül, érzékenyen érintette Mayt, az együttes gitárosát, ezért Mandel akkor készítette el a szólót, amikor az együttes ebédelt. A lemez utolsó dala, az „Is This the World We Created..?” a legutolsó pillanatban készült el. „Végignéztük az összes számot a lemezen, és úgy gondoltuk, még hiányzik róla egy igazi ballada” – mondta Mercury. „Brian kézbe vett egy akusztikus gitárt, leültem mellé, és együtt összeraktuk.” Azelőtt képtelenségnek tartották, hogy a csapat két bármely tagjai közösen meg tud írni egy dalt, mert a dolog veszekedésbe fulladt volna. Mercury és May viszont két nap alatt megírták a dalt, előrevetítve a későbbi időket, amikor már egyre többet dolgoztak együtt a dalokon.

## Kompozíció
- Radio Ga GaA „Radio Ga Ga” Taylor első sikeres slágere volt. A zenéjét szintetizátorokkal és dobgépekkel komponálták, az éneket a refrénben néhol Roland VP-330 Vocoderrel torzították.[18] A szöveg a videóklipek előtérbe kerüléséről, ezzel párhuzamosan a rádió háttérbe szorulásáról panaszkodik.[14]

Nem tudod lejátszani a fájlt?
A Hot Space sikertelen diszkó és funk próbálkozási után az együttes ezen az albumon visszatért a klasszikus rock hangzáshoz. Ahogy Tayor mondta: „az »Another One Bites the Dust« vitt rá minket az új irányra, de túl messzire mentünk el. Az együttesen belül most mindenki egyetért ebben [az új irányvonalban].” A hangszerelés általánosságban leegyszerűsödött, csökkent a zongora és a gitár szerepe, előtérbe kerültek a szintetizátorok, amelyekkel egyszerűbb volt komplett hangszereléseket, dobháttereket megalkotni. A zenéjük meglehetősen slágeres lett, jobban, mint azelőtt addig bármelyik albumon (a lemez kilenc dalából hét kislemez A vagy B oldalára került). Az együttes mind a négy tagja önálló dalszerző volt. Rendszerint magukban dolgozták ki az ötleteiket, majd egy bizonyos fázisban többiek elé terjesztették, akik változtatásokat javasoltak. Mivel mindannyiuknak sokat jelentett a szerzőség kérdése, megegyeztek abban, hogy azt jelölik a dal szerzőjének, aki a szövegét írta.
A lemez első dala a „Radio Ga Ga”. Alapvetően Taylor szerzeménye, de Mercury is rengeteget hozzátett a végeredményhez, sokat dolgozott rajta, hogy slágeresebb legyen, nagy siker lehessen. Az alapját szintetizátorok adják, ugyanakkor May gitárjátéka is jelen van benne. A szövege a rádió fénykoráról szól; Taylort részben gyermekkori emlékei ihlették, amikor éjszaka titokban a Radio Luxemburgot hallgatta, részben pedig a korabeli videóklipek: :„Azután írtam a »Radio Ga Ga«-t, hogy egy csomó MTV klipet néztem végig Amerikában, és úgy találtam, hogy sokkal több figyelem irányul egy zenekar vizuális imázsára, mint a zenéjére.” A „You gave them all those old time stars/Through wars of worlds – invaded by mars” sora utalása Orson Welles 1938-as rádiós hoaxára, amikor olyan életszerűen adták elő a H. G. Wells Világok harca című könyvéből készült rádiójátékot, hogy a hallgatók azt hitték, hogy valós híreket kapnak, és pánikba estek. May „Tear It Up”-ja az együttes múltját idéző energikus, gitárközpontú rockdal. Akkoriban, mikor az együttes hangzását annyira meghatározták a szintetizátorok, May örömmel alkotott ilyen dalokat, mint mondta: „olyan vagyok, mint egy gyerek gitárral, imádom a vastag, zajos hangját.” Az „It’s a Hard Life” erőteljes zongoraballada, a bevezetőjében Ruggero Leoncavallo Bajazzók című operájának Vesti La Giubba áriáját idézik fel. A megírása során Mercury a nyilatkozatai szerint szorosan együtt dolgozott Mayjel, utóbbi elmondása szerint csak abban segített, hogy Mercury minél több ötletet ki tudjon hozni magából. A rockabilly-szerű „Man on the Prowl” ugyancsak Mercury szerzeménye, amelyben Mandel zongorázott (mert Mercury szerint jobb zongorista volt nála), May pedig Fender Telecasteren gitározott.
A második oldal a „Machines (or ’Back to Humans’)” című dallal nyit, amelynek mind szövege, mind zenéje középpontjában a gép-ember ellentét áll. May és Taylor közös kompozíciója utóbbi „Radio Ga Ga” című dalából kiindulva vált később külön projektté, és az egyik oldalról Fairlight CMI szintetizátorral alkotott zenével, és Vocoderrel torzított énekkel a robotlét előnyeit írja le, a másik oldalról hagyományos akusztikus hangszerekkel és gitárokkal, hagyományos énekkel ecsetelik az emberek ellenérzését a technika térhódításával szemben. Jellegzetes basszusszólam kíséri Deacon slágeres pop-rock dalát, az „I Want to Break Free”-t. Bár a basszusgitárost a női egyenjogúsági mozgalmak ihlették megírásában, sokan mégis meleghimnusznak értelmezik félre. A sodró lendületű „Keep Passing the Open Windows” a The Hotel New Hampshire filmhez készült eredetileg, a címben szereplő kifejezés, és az optimista üzenet a könyveredetiből származik: hagyd a nyitott ablakokat (ne ugorj ki rajtuk). A kemény, gitárközpontú „Hammer to Fall”-ban May szövegét a gyermekkori hidegháborús emlékei ihlették: „az életről és a halálról szól, és hogy tudatában kell lenni annak, hogy a halál az élet része. Egy szimbólum arra, hogy a Grim Reaper teszi a dolgát. […] az utolsó versszak? Ez nagyon személyes jellegű dolog – a gombafelhő réme abszolút valóságosan része volt a gyermekkoromnak… folyamatosan azt hallottuk, hogy meg fog történni, és el kell rejtőznünk valahol, ha a négyperces figyelmeztetés érkezik.” A lassú, akusztikus „Is This the World We Created..?” May és Mercury közös szerzeménye a harmadik világ problémáiról. A dalban csak ének és akusztikus gitár hallható.

## Megjelenés

Az együttes az „I Want to Break Free” botrányos videóklipjében, jobbról balra: Roger Taylor, John Deacon és Freddie Mercury (mögötte Brian May)

1984. január 23-án az album vezető kislemezeként megjelent a „Radio Ga Ga”. Ez volt az együttes utolsó nagy nemzetközi slágere, 19 országban volt listavezető, Angliában a második, Amerikában a tizenhatodik helyet érte el a slágerlistán. További három dal jelent meg róla kislemezen az év folyamán: az „I Want to Break Free”, az „It’s a Hard Life” és a „Hammer to Fall”. Az „I Want to Break Free” filmjében az együttes tagjai egy szappanoperát parodizálva női ruhákba öltöztek, ami nagy felháborodást váltott ki Amerika konzervatív régióiban. A botrányt sokan összefüggésbe hozzák az együttes amerikai népszerűségének elvesztésével. 1984 augusztusától indult meg a lemezt reklámozó koncertturné. A színpad látványát a „Radio Ga Ga” klipjéhez hasonlóan a Metropolis című filmből vett elemekkel díszítették. Okulva a Hot Space bukásából, a koncertekre az együttes keményebb dalaiból készültek, megerősítve, hogy megmaradtak rockzenekarnak. Az ottani népszerűségük lecsökkenése miatt nem koncerteztek Amerikában.
1984 februárjában megjelent maga az album is – Amerikában már a Capitol Records kiadásában. A borítóján az együttest ábrázoló kép volt látható, amelyet még Los Angelesben készített el George Hurrell, a híres hollywoodi fotós. A lemez azonnal nemzetközi siker lett, Európa nagy részén bekerült a legjobb öt közé, Angliában pedig rögtön a második helyen kezdett, majd később hónapokig benne volt a legjobb tízben. Amerikában viszont csalódást okozott az erősnek ígérkező lemez, csak a huszonharmadik helyet érte el a listán. Még abban az évben Amerikában 500 ezer feletti eladással aranylemez, Angliában pedig 300 ezer feletti eladással platinalemez lett. A Nielsen SoundScan felmérései szerint az 1991 és 2006 közötti időszakban Amerikában 100 ezer példányt vásároltak belőle. 1984. május 14-én az együttes lemezei közül elsőként kiadták CD formátumban is. 1991. november 26-án az új amerikai kiadóvállalatuk, a Hollywood Records – az együttes többi stúdióalbuma mellett – újra kiadta a lemezt.

## Kritikai fogadtatás
Az album a megjelenése idején javarészt pozitív kritikákat kapott, a legtöbb kritikus üdvözölte a visszatérést a nyers hard rockhoz, és gyakran megemlítették, hogy a daloknak komoly mondanivalójuk van. A Sounds kritikusa a lehetséges öt csillagról háromra értékelte: „Minden van rajta: társadalmi elmélkedés a »Machines«-ben, Freddie szokott balladája az »Is This the World We Created..?«-ben és még egy jó kis metál is Brian Maytől a »Hammer to Fall«-ban.” A kritikus a végszavában unalmasnak, de unalmasan jónak nevezte a lemezt. A Rolling Stone hasonlóan három csillagra értékelte, és főleg a keményebb dalokat dicsérte: „A The Works a hard rock királyi ünnepsége az unalmas metál utóíz nélkül; ebből kiderül, milyen lehet a 80-as évek Led Zeppelin II-je.” A Record Mirror kritikája rámutatott arra, hogy a kiváló rockdalok mellett vannak gyengébb, a biztonságos középutat választó darabok is: „Az energikus és magabiztos »Tear It Up« a lázas, nyers gitárjátékával legyőzte a kikapcsolódást biztosító, nem sok kihívást nyújtó »Radio Ga Ga«-t. Újabb ékkő került a koronára.” A People Weekly kritikusa jól fogadta a lemezt, ő is a keményebb dalokat dicsérte, és végszavában kijelentette, hogy az album elég jó ahhoz, hogy feledtesse az együttes nem túl sikeres diszkó korszakát.
A visszatekintő kritikákban maga az album kevesebb elismerést kap, főleg a sikeres kislemezei miatt szokták emlegetni. Az Entertainment Weekly 1991-es írásában egy kevésbé jelentős Queen-albumnak nevezte, amely csak azért méltó említésre, mert rajta van az extravagáns „I Want to Break Free”. Az AllMusic kritikusa ugyancsak fagyosan írt róla, két és fél csillagra értékelte a lehetséges ötből. A kritikus szerint a dalszerzés terén ugyan fejlődött az együttes, de hangzásában nem éri el az előző albumok szintjét – még a sokat kritizált Hot Space-ét sem. Mindazonáltal az író úgy vélte, hogy egy megfelelő amerikai turnéval az ottani listák élére is felkerülhetett volna. Visszatekintő írásában a Rolling Stone magazin említésre méltatlannak tartotta az albumot, mint az együttes zenéjében éppen beköszöntő nosztalgia és önismétlés első bizonyítékát.
Ezzel szemben a brit Classic Rock magazin 2017-ben így jellemezte az albumot, amikor összeállították az 1980-as évek legjobb albumainak listáját (The Real 100 Greatest Albums Of The 80s): „A »The Works« nem csak a legjobb lemezük volt a ’80-as években, hanem előkészítette a terepet a Live Aidhez és egész karrierjük felélesztéséhez is”. Az album a lista 30. helyét foglalta el.

## Lemezbemutató turné
Hiába jelent meg a The Works album 1984 februárjának végén, a világ körüli lemezbemutató turné csak fél évvel később, augusztusban indult el. A turné 1984. augusztus 24-étől 1985. május 15-éig tartott. Összesen 47 koncertet adtak, ennek közel felét Európában, de felléptek a Dél-afrikai Köztársaságban, a Rock in Rio fesztiválon Brazíliában, valamint játszottak Ausztráliában, Új-Zélandon és Japánban is. A Dél-Afrikában adott koncertek miatt rengeteg támadás érte a Queent. Az ENSZ ugyanis kulturális bojkottot hirdetett a dél-afrikai apartheid rezsim ellen, ami mellé a brit zenészszakszervezet is odaállt. Ennek ellenére a zenekar úgy döntött, hogy fellépnek a Las Vegas mintájára felépített dél-afrikai kaszinóvárosban, Sun Cityben. 1985 januárjában a Rock in Rio fesztivál egyik főzenekara volt a Queen, amelyről Live in Rio címmel koncertvideót is kiadtak.

## Az album dalai
| 1. | Radio Ga Ga      | Roger Taylor    | 5:49 |
| 2. | Tear It Up       | Brian May       | 3:28 |
| 3. | It’s a Hard Life | Freddie Mercury | 4:08 |
| 4. | Man on the Prowl | Mercury         | 3:28 |

| 5. | Machines (or 'Back to Humans')  | May, Taylor  | 5:10 |
| 6. | I Want to Break Free            | John Deacon  | 3:20 |
| 7. | Keep Passing the Open Windows   | Mercury      | 5:21 |
| 8. | Hammer to Fall                  | May          | 4:28 |
| 9. | Is This the World We Created..? | Mercury, May | 2:13 |

| 1. | I Go Crazy                          | May     | 3:42 |
| 2. | Radio Ga Ga (extended mix)          | Taylor  | 6:50 |
| 3. | I Want to Break Free (extended mix) | Mercury | 7:19 |

| 1. | I Go Crazy (B-oldal)                                       |  |
| 2. | I Want to Break Free (Single Remix)                        |  |
| 3. | Hammer to Fall (Headbanger’s Mix)                          |  |
| 4. | Is This the World We Created…? (Live in Rio, 1985. január) |  |
| 5. | It's a Hard Life (Live in Rio, 1985. január)               |  |
| 6. | Thank God It’s Christmas (Non-Album Single)                |  |

| 7. | Tear It Up (Live at Wembley Stadium, London – 1986. július 11.) |  |
| 8. | I Want to Break Free (Live in Rio, 1985. január)                |  |
| 9. | Radio Ga Ga (Promo Video, 1984)                                 |  |

## Közreműködők
Jacky Gunn és Georg Purvis alapján.
| Queen - Brian May – elektromos gitár, háttérvokál, akusztikus gitár - Freddie Mercury – ének és háttérvokál, zongora, elektromos gitár - John Deacon – basszusgitár, akusztikus gitár - Roger Taylor – dob, háttérvokál | Közreműködő zenészek - Fred Mandel – szintetizátor, zongora - Reinhold Mack – szintetizátor | Produkció - Queen – producer, borítóterv - Reinhold Mack – producer, hangmérnök - Mike Beiriger – hangmérnök - George Hurrell – fényképezés |  |

## Helyezések és eladások
| Ország                | Helyezés |
| --------------------- | -------- |
| Brit albumlista       | 2        |
| Amerika Billboard 200 | 23       |
| Ausztriai albumlista  | 2        |
| Belga albumlista      | 87       |
| Francia albumlista    | 14       |
| Holland albumlista    | 1        |
| Japán albumlista      | 7        |
| Kanada RPM Top 100    | 22       |
| Német albumlista      | 3        |
| Norvég albumlista     | 2        |
| Svájci albumlista     | 3        |
| Svéd albumlista       | 3        |
| Új-Zélandi albumlista | 9        |

| Ország                  | Eladási minősítés | Megjegyzés          | Eladás   |
| ----------------------- | ----------------- | ------------------- | -------- |
| Anglia (BPI)            | platina           |                     | 300 000+ |
| Amerika (RIAA)          | arany             | 1984-ben            | 500 000+ |
| Amerika (SoundScan)     |                   | 1991 és 2006 között | 100 000+ |
| Ausztria (IFPI Austria) | platina           |                     | 20 000+  |
| Hollandia (NVPI)        | arany             |                     | 25 000+  |
| Kanada (Music Canada)   | platina           | 1984-ben            | 100 000+ |
| Németország (BVMI)      | platina           |                     | 500 000+ |
| Svájc (IFPI Svájc)      | platina           |                     | 30 000+  |

Kislemezek
| Év   | Kislemez                                              | GBR | AUT | BEL | FRA | GER | IRE | NLD | NOR | SWI | SWE | USA |
| ---- | ----------------------------------------------------- | --- | --- | --- | --- | --- | --- | --- | --- | --- | --- | --- |
| 1984 | Radio Ga Ga / I Go Crazy                              | 2   | 2   | 1   | 28  | 2   | 1   | 2   | 2   | 3   | 1   | 16  |
| 1984 | I Want to Break Free / Machines (or 'Back to Humans') | 3   | 1   | 1   | 14  | 4   | 2   | 1   | —   | 2   | —   | 45  |
| 1984 | It’s a Hard Life / Is This the World We Created..?    | 6   | 21  | 31  | —   | 26  | 2   | 20  | —   | —   | —   | 72  |
| 1984 | Hammer to Fall / Tear It Up                           | 13  | —   | —   | —   | —   | 10  | —   | —   | —   | —   | —   |

## Kiadás
| Ország  | Megjelenés dátuma  | Kiadó      | Formátum         | Katalógusszám                                 |
| ------- | ------------------ | ---------- | ---------------- | --------------------------------------------- |
| Amerika | 1984. február 28.  | Capitol    | LP, magnókazetta | ST-12322 (LP) 4XT-12322 (kazetta)             |
| Anglia  | 1984. február 27.  | EMI        | LP, magnókazetta | EMC 24 0014 1 (LP) TC-EMC 24 0014 4 (kazetta) |
| Amerika | 1991. november 26. | Hollywood  | CD, magnókazetta | HR-61233-2 (CD) HR-61233-4 (kazetta)          |
| Anglia  | 1986. december     | EMI        | CD               | CDP 7 46016 2                                 |
| Anglia  | 1994               | Parlophone | CD               | CDPCSD 136                                    |
| Anglia  | 2011               | Island     | CD               | 277 176 6                                     |